# Arthies
Arthies egy község Franciaországban. Lakosainak száma 267 fő (2022. január 1.).

## Földrajza
Arthies Banthelu, Lainville-en-Vexin, Aincourt, Maudétour-en-Vexin és Wy-dit-Joli-Village községekkel határos.

## Népessége
| Lakosok száma | 291  | 284  | 278  | 274  | 271  | 271  | 268  | 267  |
|               | 2013 | 2015 | 2017 | 2018 | 2019 | 2020 | 2021 | 2022 |